# Parceiros
Parceiros is een plaats (freguesia) in de Portugese gemeente Leiria en telt 3304 inwoners (2001).